# Plaza de Abastos (Carmona)
El edificio de la Plaza de Abastos de Carmona (Sevilla) se levanta sobre el solar del antiguo convento de Santa Catalina, en la zona alta del centro histórico de la ciudad.

## Historia

### sigloXVII
Durante el siglo XVII la economía de Carmona se basaba principalmente en el trabajo agrícola y los jornaleros que trabajaban para los terratenientes formaban el segmento de población más amplio. Las poderosas familias terratenientes poseían la inmensa mayoría de las terrenos de labor de alrededor de la ciudad. En este siglo se realizaron numerosas reformas urbanísticas debido al crecimiento de la urbe y a las riquezas que acumuló, destacando las realizadas por el clero, con fundaciones de numerosas iglesias, conventos e instituciones religiosas, muchas protagonizadas por órdenes mendicantes que sobrevivían a gracias a donaciones y limosnas, y predicaban por las ciudades. Es el caso del Convento de Santa Catalina, erigido entre finales del siglo XVI y principios del XVII, en pleno centro de la ciudad para las monjas dominicas.

### sigloXIX
No se conservan muchos datos sobre el convento, ya que apenas duró poco más de 250 años, debido a la desamortización de Mendizábal en 1837.
El Convento de Santa Catalina, por su ubicación en el centro de la ciudad, desaconsejaba un uso agrícola, y fue pues expropiado para otorgarle un uso público. Así, sobre su solar se construyó un patio en el cual los comerciantes pudieran vender y los ciudadanos comprar productos frescos. Esta plaza se utiliza como mercado de abastos desde su construcción en 1842, cuyo diseño actual pertenece al arquitecto Ramón del Toro.
A finales del siglo XIX, el arqueólogo Jorge Bonsor publicó varios artículos en sus Noticias Arqueológicas de Carmona sobre unos mosaicos romanos descubiertos bajo el solar del antiguo convento, y que actualmente se conservan en el Ayuntamiento de Carmona.

## Edificio
El gran patio rectangular mide 35 por 45 metros, aunque en realidad el convento poseía mayores magnitudes, ocupando también los edificios anexos de los alrededores de la plaza. Se compone de cuatro galerías porticadas de estilo neoclásica, constituidos por arcos de medio punto apoyados sobre columnas toscanas asentadas sobre grandes podios. Los puestos de los comerciantes se alojan bajo los pórticos que bordean este patio, con cubierta de madera a dos aguas.